# Banksia rufa
Banksia rufa är en tvåhjärtbladig växtart. Banksia rufa ingår i släktet Banksia och familjen Proteaceae.

## Underarter
Arten delas in i följande underarter:
- B. r. chelomacarpa
- B. r. flavescens
- B. r. magna
- B. r. obliquiloba
- B. r. pumila
- B. r. rufa
- B. r. tutanningensis